# Kupa e Shqipërisë 2002-2003
La Coppa d'Albania 2002-2003 è stata la 51ª edizione della competizione. Il torneo è cominciato il 30 agosto 2002 ed è terminato il 31 maggio 2003. La squadra vincitrice si qualifica per il primo turno della Coppa UEFA 2003-2004. Il Dinamo Tirana ha vinto il trofeo per la tredicesima volta.

## Sedicesimi di finale
Le partite di andata si sono giocate il 30 agosto 2002, quelle di ritorno il 6 settembre.
| Squadra 1        | Totale | Squadra 2         | Andata | Ritorno |
| ---------------- | ------ | ----------------- | ------ | ------- |
| Skënderbeu       | 1-8    | Dinamo Tirana     | 0-4    | 1-4     |
| Naftetari Kucove | 1-3    | Teuta             | 0–2    | 1–1     |
| Laçi             | 1-13   | Vllaznia          | 1-4    | 0-9     |
| Kamza            | 2-5    | Shkumbini         | 2-3    | 0-2     |
| Albpetrol        | 2-7    | Lushnja           | 0-3    | 2-4     |
| Tepelena         | 2-8    | Flamurtari Valona | 2-2    | 0-6     |
| Memaliaj         | 1-2    | Apolonia Fier     | 1-0    | 0-2     |
| Kukësi           | 1-6    | Besëlidhja        | 1-1    | 0-5     |
| Përmeti          | 0-6    | Bylis Ballsh      | 0-0    | 0-6     |
| Butrinti         | 3-6    | Luftëtari         | 2-2    | 1-4     |
| KS Egnatia       | 4-1    | Tomori            | 3-0    | 1-1     |
| Gramozi          | 1–11   | Elbasani          | 1-5    | 0-6     |
| Burreli          | 2-6    | Besa Kavajë       | 2-0    | 0-6     |
| Kastrioti        | 0-4    | Erzeni            | 0-2    | 0-2     |
| Sopoti           | 1-1    | Tirana            | 1-1    | 0-0     |
| Pogradeci        | 2-7    | Partizani Tirana  | 2-4    | 0-3     |

## Ottavi di finale
Le partite di andata si sono giocate il 22 gennaio 2003, quelle di ritorno il 29 gennaio.
| Squadra 1     | Totale | Squadra 2         | Andata | Ritorno |
| ------------- | ------ | ----------------- | ------ | ------- |
| Erzeni        | 1-2    | Flamurtari Valona | 1-0    | 0-2     |
| Apolonia Fier | 1-4    | Shkumbini         | 1-1    | 0-3     |
| KS Egnatia    | 3-5    | Teuta             | 0-3    | 3-2     |
| Besëlidhja    | 3-6    | Lushnja           | 2-3    | 1-3     |
| Luftëtari     | 2-5    | Dinamo Tirana     | 0-3    | 2-2     |
| Elbasani      | 2-6    | Vllaznia          | 1-4    | 1-2     |
| Bylis Ballsh  | 1-6    | Partizani Tirana  | 1-2    | 0-4     |
| Besa Kavajë   | 0-1    | Tirana            | 0-0    | 0-1     |

## Quarti di finale
Le partite di andata si sono giocate il 22 febbraio 2003, quelle di ritorno l'8 marzo.
| Squadra 1         | Totale    | Squadra 2        | Andata | Ritorno |
| ----------------- | --------- | ---------------- | ------ | ------- |
| Vllaznia          | 2-2       | Partizani Tirana | 0-0    | 2-2     |
| Flamurtari Valona | 1-2       | Teuta            | 0-0    | 1-2     |
| Lushnja           | 0-0(2-3p) | Dinamo Tirana    | 0-0    | 0–0     |
| Shkumbini         | 2-6       | Tirana           | 2-4    | 0-2     |

## Semifinali
Le partite di andata si sono giocate il 23 aprile 2003, quelle di ritorno il 7 maggio.
| Squadra 1 | Totale | Squadra 2     | Andata | Ritorno |
| --------- | ------ | ------------- | ------ | ------- |
| Teuta     | 3-2    | Vllaznia      | 2-1    | 1-1     |
| Tirana    | 1-4    | Dinamo Tirana | 0-2    | 1-2     |

## Finale
| Tirana 31 maggio 2003, ore 18:00 UTC+1 | Dinamo Tirana | 1 – 0 | Teuta | Qemal Stafa Stadium (6,000 spett.) |